# みよし市立南部小学校
みよし市立南部小学校（みよししりつ なんぶしょうがっこう）は、愛知県みよし市明知町にある公立小学校。市内で2番目に開校した小学校である。

## 沿革
- 1873年（明治6年）11月15日 - 三好学校打越分校とし開校。学区は打越村と明知村。
- 1874年（明治7年）1月5日 - 打越学校として独立。
- 1879年（明治12年）9月1日 - 西加茂郡第六番小学三好学校と校名変更。
- 1887年（明治20年）4月1日 - 西加茂郡尋常小学三好学校分校と校名変更。
- 1892年（明治25年）5月11日 - 明越村立明越尋常小学校と校名変更。
- 1907年（明治40年）1月1日 - 三好村立第三尋常小学校と校名変更。
- 1923年（大正12年）4月1日 - 三好村立第三尋常高等小学校と校名変更。
- 1941年（昭和16年）4月1日 - 三好村第三国民学校と校名変更。
- 1947年（昭和22年）4月1日 - 三好村立南部小学校と校名変更。
- 1958年（昭和33年） - 三好村の町制施行により、三好町立南部小学校と校名変更。
- 2010年（平成22年）1月4日 - 三好町の市制施行により、みよし市立南部小学校と校名変更。

## 卒業後の進路
公立中学校に進学する場合、進学先はみよし市立南中学校である。

## 周辺
- トヨタ自動車三好工場
- トヨタ自動車下山工場
- トヨタ自動車明知工場
- さんさんの郷
- みよし市立南中学校
- 愛知県道232号鴛鴨三好線
- 愛知県道234号みよし沓掛線